# Māzīārān
Māzīārān (persiska: مازياران) är en ort i Iran.   Den ligger i provinsen Golestan, i den norra delen av landet, 300 km öster om huvudstaden Teheran. Māzīārān ligger 118 meter över havet och antalet invånare är 648.
Terrängen runt Māzīārān är varierad. Runt Māzīārān är det ganska tätbefolkat, med 65 invånare per kvadratkilometer. Närmaste större samhälle är ‘Alīābād-e Katūl, 7,0 km väster om Māzīārān. I omgivningarna runt Māzīārān växer i huvudsak blandskog.